# Барон Феррерс из Чартли

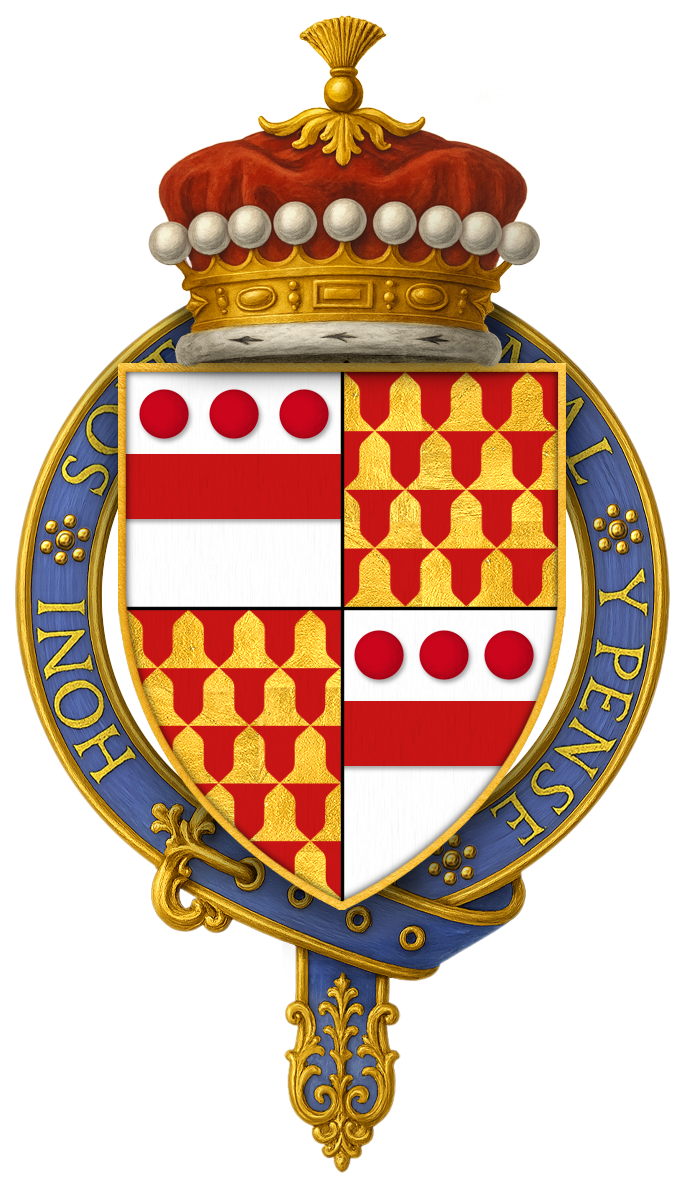
Герб Уолтера Девере, 1-го виконта Херефорда, 8-го барона Феррерс из Чартли (1488—1558)

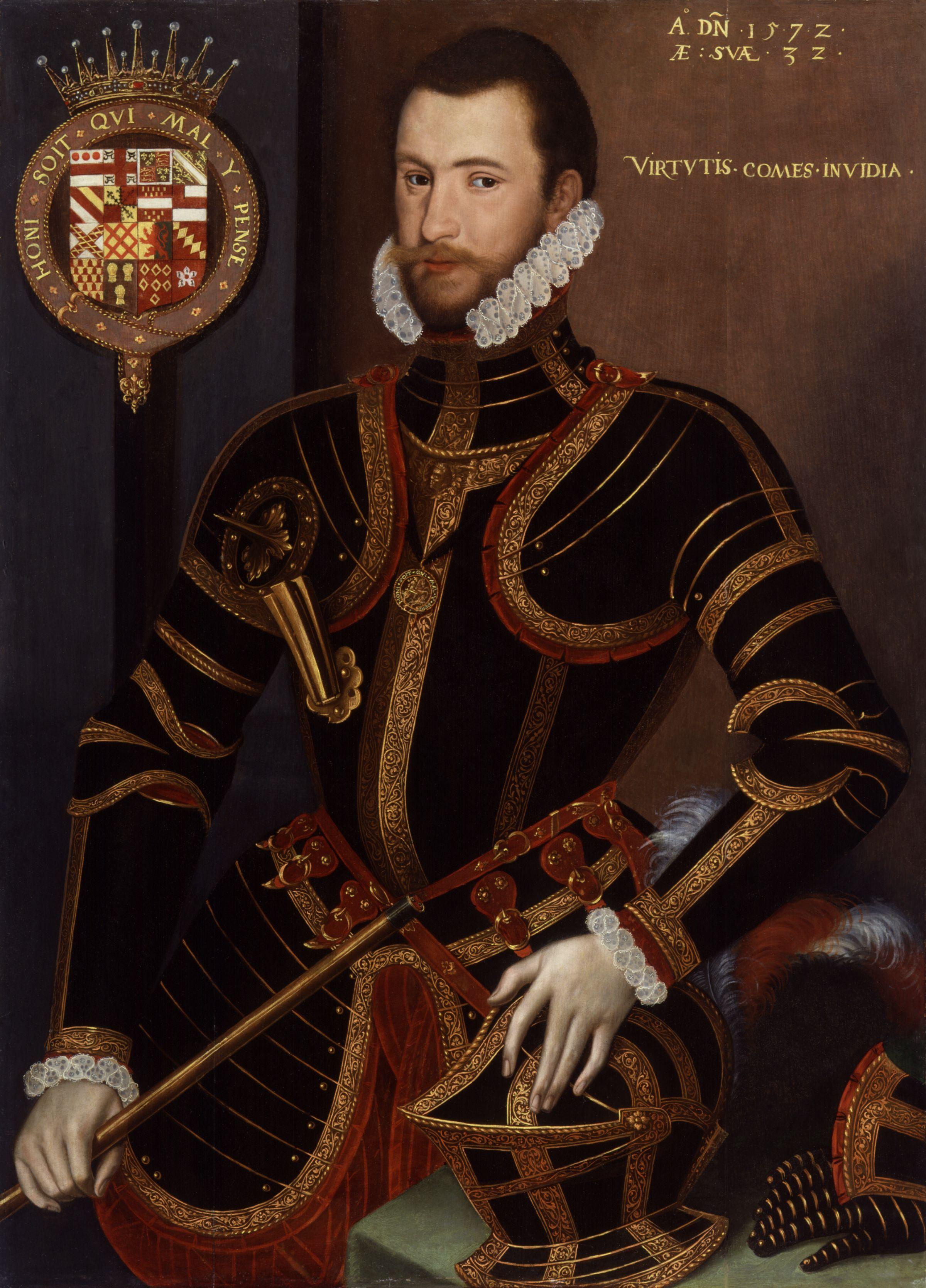
Уолтер Девере, 1-й граф Эссекс, 2-й виконт Херефорд, 10-й барон Феррерс из Чартли (1541—1576)

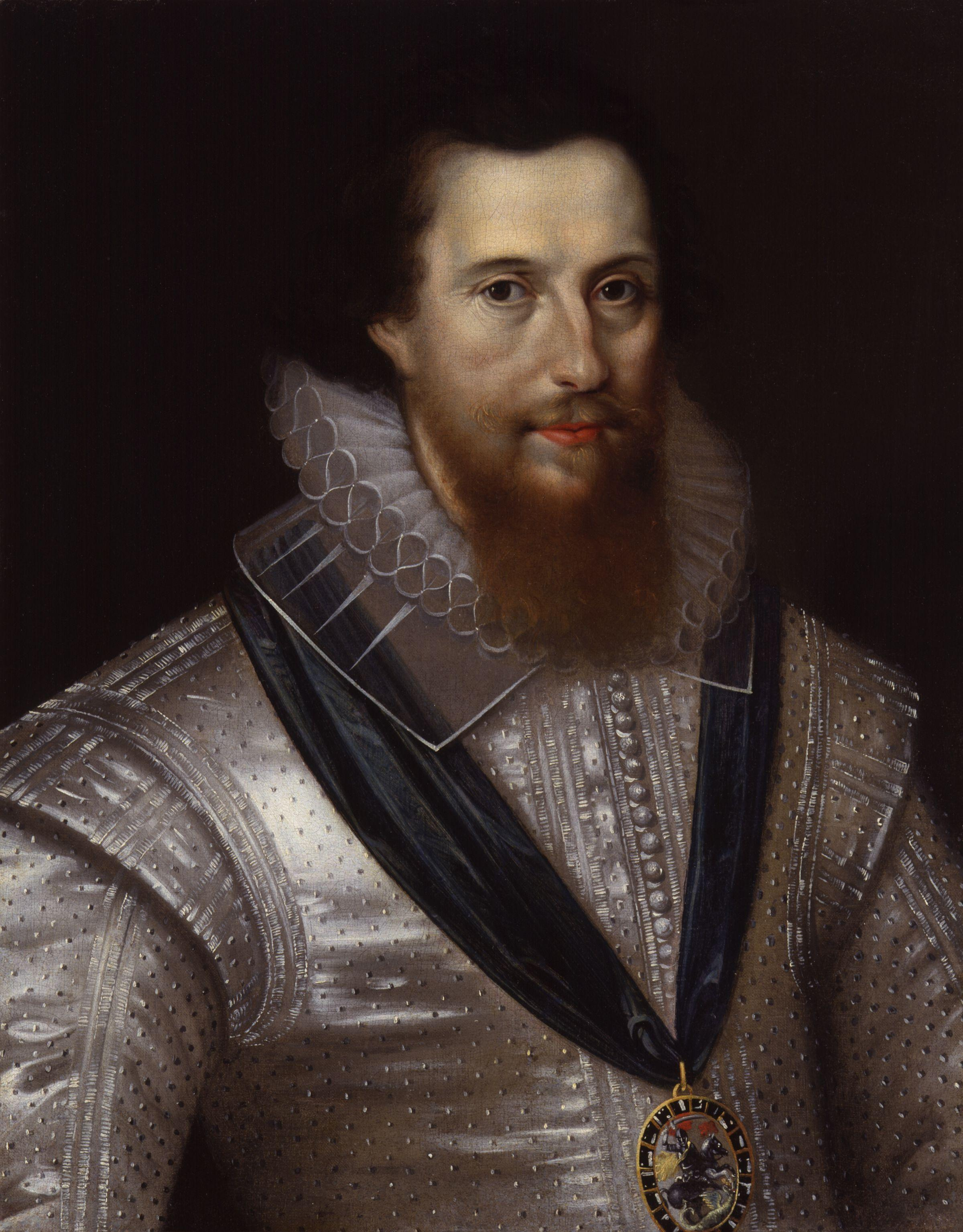
Роберт Девере, 2-й граф Эссекс, 3-й виконт Херефорд, 11-й барон Феррерс из Чартли (1565—1601)

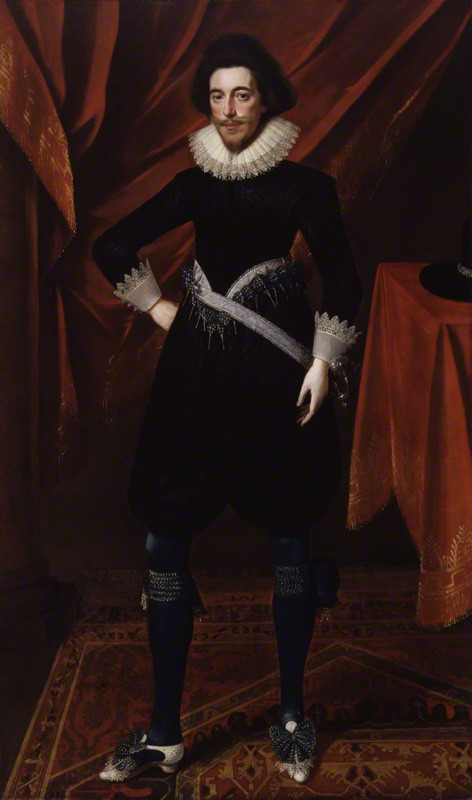
Роберт Девере, 3-й граф Эссекс, 4-й виконт Херефорд, 12-й барон Феррерс из Чартли (1591—1646)

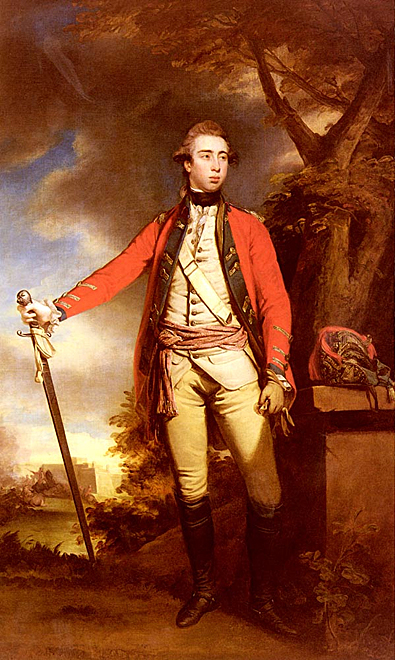
Джордж Таунсенд, 2-й маркиз Таунсенд, 17-й барон Феррерс из Чартли (1753—1811)

Барон Феррерс из Чартли (англ. baron Ferrers of Chartley) — старинный баронский титул в системе Пэрства Англии. Он был создан 6 февраля 1299 года для Джона де Феррерса (1271—1324), сына Роберта де Феррерса, 6-го графа Дерби. Дочь 7-го барона Феррерса из Чартли Энн, 8-я баронесса в своём праве (1438—1468), вышла замуж за Уолтера Деверё (ок. 1432—1485), который был вызван в парламент в качестве лорда Феррерса. Их потомки стали виконтами Херефорд и графами Эссекс. В 1601 году Роберт Деверё, 2-й граф Эссекс, 3-й виконт Херефорд и 11-й барон Феррерс из Чартли (1567—1601), был обвинен в измене и казнен, а его титулы конфискованы короной. В 1604 году для его сына, Роберта Деверё, 3-го графа Эссекса, были восстановлены все титулы, в том числе 12-го графа Феррерс из Чартли. В 1646 году после смерти последнего титулы графа Эссекса, виконта Херефорда и барона Феррерс из Чартли прервались.
В 1677 году баронский титул был восстановлен для Роберта Ширли, 7-го баронета (1650—1717), который стал 13-м бароном Феррерс из Чартли. В 1711 году он получил титул 1-го графа Феррерса. Ему наследовала его внучка, Элизабет Комптон, графиня Нортгемптон (1694—1741), дочь достопочтенного Роберта Ширли (1673—1699), старшего сына 1-го графа Феррерса, которая стала 14-й баронессой Феррерс из Чартли. После смерти Элизабет баронский титул оказался в состоянии бездействия. На него претендовали три дочери последней. В 1749 года, когда из трех дочерей в живых осталась только одна Шарлотта (ок. 1710—1770), которая была признана 15-й баронессой Феррерс из Чартли. Она была замужем за достопочтенного Джорджа Таунсенда (1724—1807), будущего 1-го маркиза Таунсенда. Ей наследовал её старший сын, Джордж Таунсенд, 2-й маркиз Таунсенд, 1-й граф Лестер и 16-й барон Феррерс из Чартли (1753—1811). Его сменил его старший сын, Джордж Таунсенд, 3-й маркиз Таунсенд, 2-й граф Эссекс и 17-й барон Феррерс из Чартли (1778—1855). В 1855 году после смерти бездетного Джорджа Таунсенда маркизат унаследовал его троюродный брат, контр-адмирал Джон Таунсенд, 4-й маркиз Таунсенд (1798—1863), а титулы барона Феррерса зи Чартли и Комптона прервались.

## Семья Феррерс
Резиденцией баронов Феррерс был Феррьер-Сент-Илер (фр.) в герцогстве Нормандия. Родоначальником рода был Анри де Феррьер, лорд Лонгевиль (умер до 1101 года), который принял участие в завоевании Вильгельмом Завоевателем Англии и участвовал в битве при Гастингсе в 1066 году. После победы в этой битве Генри де Феррьер стал крупным землевладельцем и получил от Вильгельма Завоевателя во владение 210 маноров в Англии и Уэльсе (в частности, в Дербишире и Лестершире). Первоначально Генри х де Феррьер был губернатором Стаффорда. В 1066/1067 году ему были пожалованы земли в Беркшире и Уилтшире. Он в качестве комиссара участвовал в составлении Книги Страшного Суда и вскоре был назначен первым англо-нормандским шерифом графства Беркшир. Он построил замок Татбери и основал там приорат в 1080 году. Он также построил замки Даффилд и Пилсбери.
Первые графы Дерби были потомками Генриха де Феррьера:
- Роберт де Феррьер, 1-й граф Дерби (1062—1139), младший сын Генриха де Феррьера
- Роберт де Феррерс, 2-й граф Дерби (ум. ок. 1160), единственный сын предыдущего
- Уильям де Феррерс, 3-й граф Дерби (ум. 1190), старший сын предыдущего
- Уильям де Феррерс, 4-й граф Дерби (1168—1247), старший сын предыдущего
- Уильям де Феррерс, 5-й граф Дерби (1193—1254), старший сын предыдущего
- Роберт де Феррерс, 6-й граф Дерби (1239—1279), старший сын предыдущего

Роберт де Феррьер, 1-й граф Дерби (1062—1139), получил от короля Стефана Блуа титул графа Дерби в 1138 году за доблесть во время битвы при Норталлертоне. Его сын, Роберт де Феррерс, 2-й граф Дерби (ум. ок. 1160), стал 2-м графом и был женат на Маргарет Певерелл. Роберт был известен покровительством церквям и монастырям, а также за то, что он основан монастыри Мереваль и Дарли. Как и его отец, 2-й граф Дерби, во время Гражданской войны между Стефаном Блуа и Матильдой поддерживал первого. В 1139 году король Стефан Блуа пожаловал ему право на сбор пошлин и налогов с города Дерби, но в 1149 году Стефан отозвал своё дарение и передал право на сбор доходов Ранульфу де Жернону, графу Честеру. В 1153 году, когда замок Татбери, резиденция графа Дерби, был осажден войсками Генриха Плантагенета, сына Матильды, Роберт де Феррерс перешел на сторону Плантагенетов. Однако после вступления Генриха II на королевский престол в 1154 году, Роберт де Феррерс был лишен титула графа и его прав на треть доходов Дербишира.
Уильям де Феррерс, 3-й граф Дерби (ум. 1190), был женат на Сибилле де Браоз. Он участвовал в восстаниях против короля Генриха II и был заключен в Кане (Нормандия). Позднее Уильям де Феррерс вернул расположение Генриха II и его преемника, Ричарда I Львиное Сердце, сопровождал последнего во время его крестового похода в Святую Землю. Уильям де Феррерс вступил в Орден тамплиеров и скончался при осаде Акры в 1190 году. Ему наследовал его сын, Уильям де Феррерс, 4-й граф Дерби (ум. 1247), который был женат на Агнессе Кевильок, дочери Хью де Кевильока, 3-го графа Честера. После смерти отца Уильям унаследовал его титул и владения в Дербишире. После возвращения короля Ричарда Львиное Сердце из крестового похода Уильям играл ведущую роль в осаде замка Ноттингем 28 марта 1194 года, которой руководили сторонники Иоанна Безземельного. Затем в течение семи недель он занимал должность шерифа графств Ноттингемшир и Дербишир. После вступления на престол Иоанна Безземельного Уильям заслужил его благосклонность и стал его любимцем. Он восстановил для Уильяма де Феррерса титул графа Дерби и пожаловал ему поместья в Эшбурне и Уиксуорте.
Когда в 1213 году король Иоанн Безземельный признал королевства Англию и Ирландию вассалами папы римского, Уильям де Феррерс стал одним из свидетелей при подписании Золотой буллы. Уильям от имени короля дал поручительство на выплату ежегодной дани папе римскому в размере 1000 марок. В том же году Иоанн Безземельный пожаловал Уильяму в управление королевский замок Хорстон. В 1216 году Уильям де Феррерс был сделан помощником шерифа леса Пик и хранителем замка Пик.
Ему наследовал его сын, Уильям де Феррерс, 5-й граф Дерби (ум. 1254), который был женат на Сибилле Маршал и Маргарет де Квински. Его сменил его старший сын от второго брака, Роберт де Феррерс, 6-й граф Дерби (ок. 1239—1279). Он сопровождал короля Генриха III Плантагенета во Францию в 1230 году и заседал в парламенте в Лондоне в том же году. Он участвовал во Второй баронской войне против короля Генриха III, был арестован и заключен вначале в Тауэре, затем в Виндзорском замке и замке Уоллингфорд. Его земли и замки были конфискованы, в том числе и замок Татбери. Роберт де Феррерс, граф Дерби, безуспешно боролся с Эдмундом Горбатым, 1-м графом Ланкастером, за возвращение своих родовых владений, но скончался в 1279 году и был похоронен в монастыре Святого Фомы в Стаффорде. Его вдова дожила до 1314 года. Она также пыталась судиться с Эдмундом Горбатым из-за земель своего умершего мужа и в конце концов поселилась в поместье Годманчестер в Хантингдоншире.

## Бароны Феррерс из Чартли (1299)
- 1299—1312: Джон де Феррерс, 1-й барон Феррерс из Чартли (20 июня 1271—1312), старший сын Роберта де Феррерса, 6-го графа Дерби (1239—1279)
- 1312—1324: Джон де Феррерс, 2-й барон Феррерс из Чартли (умер в 1324), старший сын предыдущего
- 1324—1350: Роберт де Феррерс, 3-й барон Феррерс из Чартли (25 марта 1310 — 28 августа 1350), младший брат предыдущего
- 1350—1367: Джон де Феррерс, 4-й барон Феррерс из Чартли (1329 — 3 апреля 1367), сын предыдущего
- 1367—1413: Роберт де Феррерс, 5-й барон Феррерс из Чартли (1360 — 12 марта 1413), сын предыдущего от первого брака
- 1413—1435: Эдмунд де Феррерс, 6-й барон Феррерс из Чартли (1389 — 17 декабря 1435), сын предыдущего
- 1435—1450: Уильям де Феррерс, 7-й барон Феррерс из Чартли (1412 — 9 июня 1450), старший сын предыдущего
- 1450—1468: Анна де Феррерс, 8-я баронесса Феррерс из Чартли (1438—1468), единственная дочь предыдущего, жена Уолтера Деверё, который был вызван в парламент как лорд Феррерс (1432—1485)
- 1485—1501: Джон Деверё, 9-й барон Феррерс из Чартли (1463 — 7 мая 1501), старший сын предыдущих
- 1501—1558: Уолтер Девере, 1-й виконт Херефорд, 10-й барон Феррерс из Чартли (1491 — 17 сентября 1558), единственный сын предыдущего
- 1558—1576: Уолтер Девере, 1-й граф Эссекс, 2-й виконт Херефорд, 11-й барон Феррерс из Чартли (16 сентября 1540 — 22 сентября 1576), старший сын Ричарда Деверё (ум. 1547), внук предыдущего
- 1576—1601: Роберт Девере, 2-й граф Эссекс, 3-й виконт Херефорд, 12-й барон Феррерс из Чартли (10 ноября 1567 — 25 февраля 1601), старший сын предыдущего.
- 1604—1646: Роберт Девере, 3-й граф Эссекс, 4-й виконт Херефорд, 13-й барон Феррерс из Чартли (11 января 1591 — 14 сентября 1646), единственный сын предыдущего
- 1677—1717: Роберт Ширли, 1-й граф Феррерс, 14-й барон Феррерс из Чартли (20 октября 1650 — 25 декабря 1717), третий сын сэра Роберта Ширли, 3-го баронета. С 1711 года — 1-й граф Феррерс
- 1717—1741: Элизабет Комптон, 15-я баронесса Феррерс из Чартли (19 августа 1694 — 13 марта 1741), дочь достопочтенного Роберта Ширли (1673—1699) и Энн Феррерс (ум. 1698), внучка Роберта Ширли, 1-го графа Феррерса
- 1749—1770: Шарлотта Таунсенд, 16-я баронесса Феррерс из Чартли (ок. 1710 — 3 сентября 1770), дочь предыдущей
- 1770—1811: Джордж Таунсенд, 2-й маркиз Таунсенд, 17-й барон Феррерс из Чартли (18 апреля 1755 — 27 июля 1811), старший сын предыдущей
- 1811—1855: Джордж Феррерс Таунсенд, 3-й маркиз Таунсенд, 18-й барон Феррерс из Чартли (13 декабря 1788 — 31 декабря 1855), старший сын предыдущего.